# Гаофэнь-1
«Гаофэ́нь-1» (кит. упр. 高分一号, буквально: «Высокое разрешение — 1») — первый спутник китайской комплексной системы дистанционного зондирования Земли (ДЗЗ) с высоким разрешением «Гаофэнь».

## Запуск
Спутник был запущен в 08:13 по московскому времени (12:13 времени Пекина) 26 апреля 2013 года с космодрома Цзюцюань на северо-западе КНР с помощью ракеты-носителя «Великий поход-2D» со стартового комплекса LC43.
Это 19-й запуск ракеты-носителя «Великий поход-2D», а для семейства ракет-носителей «Великий поход» в целом — 175-й (по данным Государственного комитета оборонной науки, техники и промышленности КНР). Помимо «Гаофэня-1» ракета-носитель «Великий поход-2D» вывела на орбиту 2 спутниковых делителя Нидерландов и три иностранных мини-спутника — эквадорский экспериментальный спутник NEE 01 Pegasus, турецкий телекоммуникационный спутник Turksat-3USAT и аргентинский технологический спутник CubeBug-1 «Capitán Beto».

## Орбита
Спутник выведен на низкую околокруговую орбиту высотой 680 км и наклонением 98,05 град.

## Характеристики спутника
Спутник создан на основе малой космической платформы CAST2000, которая была спроектирована и изготовлена китайской государственной компанией China Spacesat Co. Ltd.. CAST2000 располагает подсистемой телеметрии, слежения и управления, работающей в S-диапазоне, подсистемой передачи данных в рентгеновском диапазоне и пространственной стабилизацией в трёх осях. Она обладает возможностями высокоточного управления, изменения в широком диапазоне ориентации аппарата, гибкого орбитального маневрирования.
На борту «Гаофэнь-1» установлена многокамерная оптико-электронная система ДЗЗ, которая способна производить съёмку с максимальным разрешением до 2 м в панхроматическом (черно-белом) и до 8 м в многоспектральном режимах съёмки и до 16 м в режиме широкополосной многоспектральной съёмки.
Для обеспечения энергопотребностей спутника «Гаофэнь-1» на нём установлены две трёхсекционные панели солнечных батарей. Предполагается, что срок активной службы спутника составит от 5 до 8 лет.

## Спутник-предшественник
В определённом отношении предшественником «Гаофэнь-1» является изготовленный в КНР для Венесуэлы спутник VRSS-1, выведенный на орбиту в сентябре 2012 года, который имеет массу 880 кг, расчётный срок эксплуатации 5 лет и на котором установлена многокамерная оптико-электронная система ДЗЗ, которая способна производить съемку с максимальным разрешением 2,5 м в панхроматическом режиме, 10 м в многоспектральном и 16 м в режиме широкополосной многоспектральной съемки соответственно.

## Спутник-близнец
На 2016 год в рамках развёртывания системы «Гаофэнь» планируется запуск спутника «Гаофэнь-6», который будет иметь характеристики, аналогичные «Гаофэнь-1».

## Место «Гаофэнь-1» в системе ДЗЗ «Гаофэнь»
Проект по созданию китайской системы дистанционного зондирования Земли «Гаофэнь» официально стартовал в 2010 году, за его реализацию отвечает Государственный комитет оборонной науки, техники и промышленности КНР. Предполагается, что проект «Гаофэнь» будет играть стратегически важную роль для социально-экономического развития и государственной безопасности КНР в обеспечении их материалами ДЗЗ высокого разрешения. Всего в состав системы помимо спутника «Гаофэнь-1» должны войти еще шесть космических аппаратов: «Гаофэнь-2» — низкоорбитальный спутник оптического наблюдения со высоким разрешением (1 м в панхроматическом режиме и 4 м в многоспектральном), «Гаофэнь-3» — низкоорбитальный спутник радиолокационного наблюдения со высоким разрешением (до 1 м) с радиолокатором С-диапазона частот, «Гаофэнь-4» — геостационарный спутник ДЗЗ оптического наблюдения с разрешением до 50 м, «Гаофэнь-5» -низкоорбитальный спутник гиперспектральной съёмки с разрешением до 10 м, «Гаофэнь-6» (аппарат-близнец «Гаофэнь-1», запуск которого запланирован на 2016 год), и «Гаофэнь-7» — низкоорбитальный спутник, оснащенный оптической стереосистемой для 3D-картографической съёмки земной поверхности.